# Мондріан (сукня)

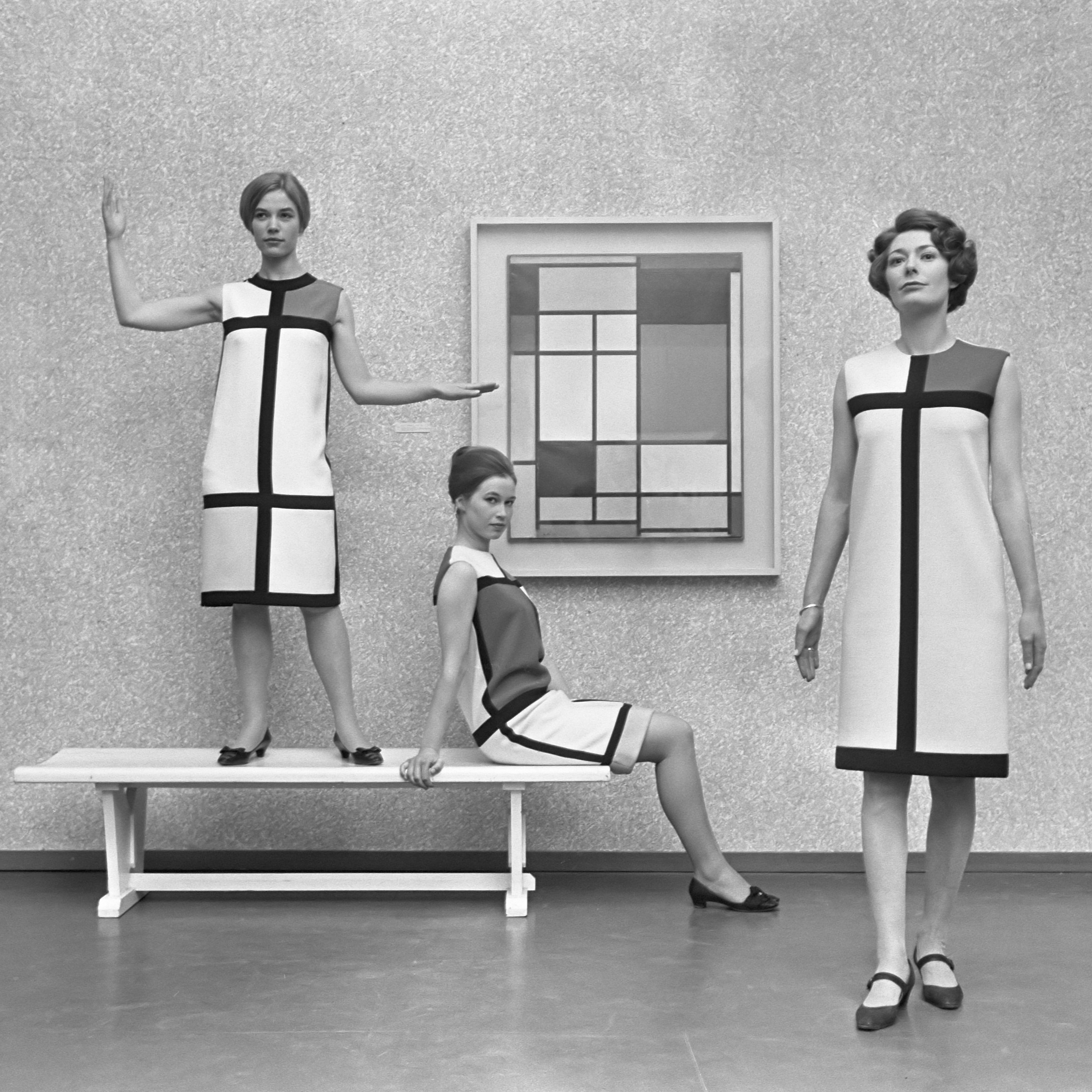
Сукні «Мондріан», Ів Сен Лоран, фотографія Еріка Коха, 1966

Сукня «Мондріан» ( фр. Robe Mondrian ) — сукні прямого крою з вовни без коміра та рукавів, створені французьким модельєром Івом Сен-Лораном для його колекції осінь-зима 1965-1966 років. На шість моделей з цієї колекції він надихнувся роботами нідерландського художника-абстракціоніста Піта Мондріана. Сукні мали лаконічний декор у вигляді великих кольорових блоків, що є своєрідними «цитатами» з картин художника, кожні з яких були з'єднані непомітними швами. Колекція була напрочуд успішною та стала помітним символом моди 1960-х років, а лінії суконь «Мондріан» почали наслідувати інші стилісти та виробники, як в одязі, так і в різноманітних аксесуарах. Популярність цих моделей одягу сприяла популяризації творчості лідера неопластицизму, а також рецепції його художніх рішень та елементів у дизайні.

## Історія

### Передісторія

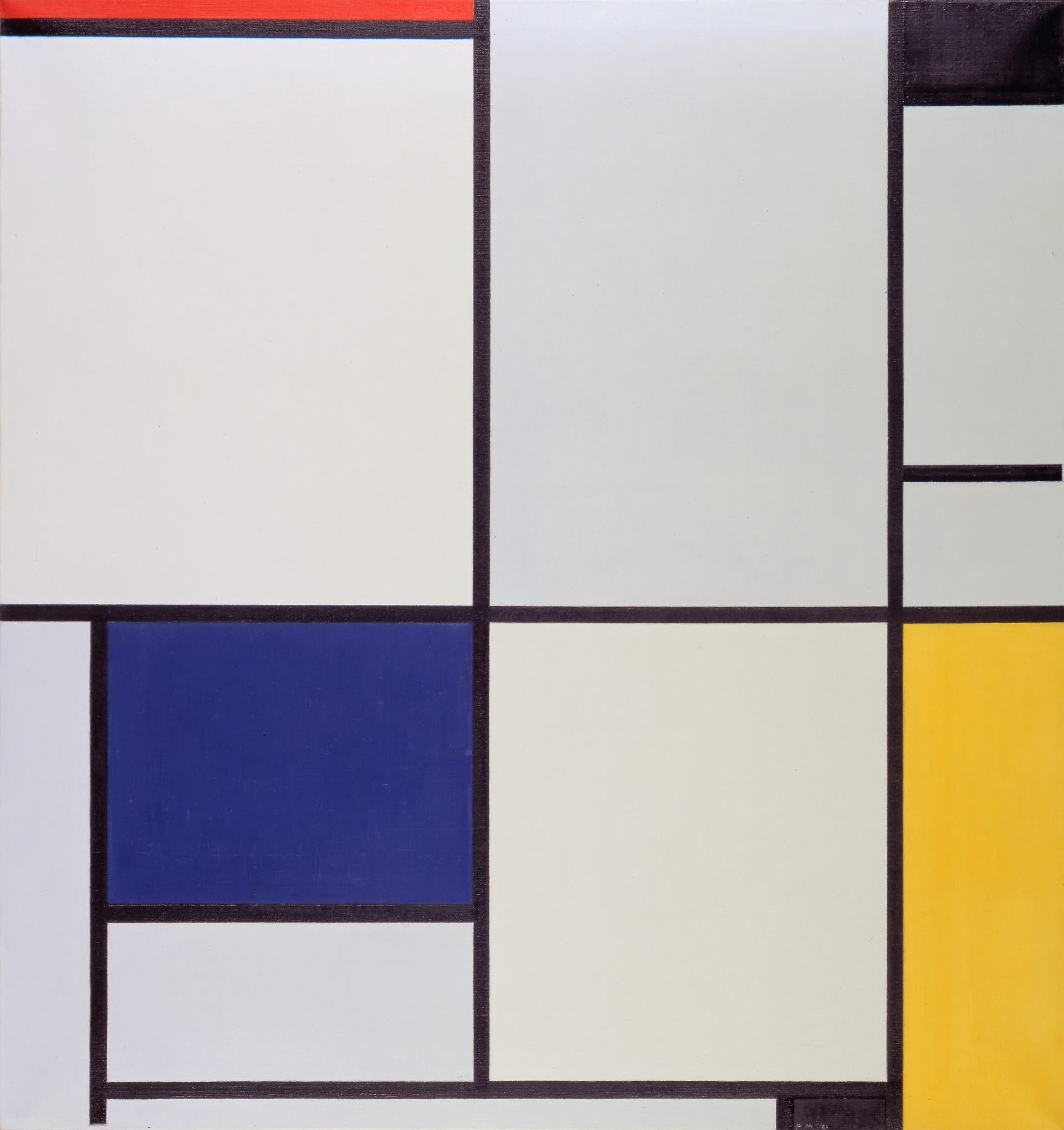
Піт Мондріан. Tableau I, 1921

Сукні під назвою "Мондріан" (іноді також відомі як стиль "Мондріан") є жіночими сукнями в формі А-подібного крою (трапецієподібного), без коміра та рукавів, виготовленими з високоякісної вовняної тканини. Вони були створені французьким модельєром Івом Сен-Лораном для його колекції осінь-зима 1965-1966. У галузі мистецтвознавства особливу увагу приділяють знаменитій колекції, зазначаючи, що її успіх значною мірою пов'язаний з сукнями "Мондріан". Для оздоблення шести суконь були використані образи та елементи робіт нідерландського художника-абстракціоніста Піта Мондріана, зокрема його полотно "Композиція в червоному, жовтому, синьому та червоному". Через велику популярність суконь з цієї арт-колекції, її часто називають "колекцією Мондріан". Проте цей висновок не можна повністю підтвердити, оскільки на виставку осінь-зима 1965—1966 модельєр також натхнення черпав у творах Казимира Малевича та Сержа Полякова. Піт Мондріан є видатним представником неопластицизму — абстрактного напряму мистецтва, художником визначеної "суворості в використанні виразних засобів". Для створення форми своїх нефігуративних картин Мондріан використовував лише горизонтальні та вертикальні лінії, що перетинаються під прямим кутом і утворюють чисті площини. У палітрі використовувалися основні кольори спектру (червоний, жовтий, синій), які розміщуються на нейтральному фоні (білий, сірий, чорний). Для неопластичних полотен Мондріана, заснованих на принципах динамічної рівноваги, характерні абстрактні композиції на площині, що складаються з прямокутників і квадратів, зафарбованих у червоний, сірий, блакитний і жовтий кольори, і розділених на секції чорними лініями  .
Сен-Лоран не був першим модельєром, який звернувся до творчості Мондріана. Уже в 1930-х роках французька дизайнерка Лола Прусак створювала сумки та валізи для модного будинку "Hermès" з використанням відомої "кольорової решітки" Мондріана. Також починаючи з 1944 року було зроблено кілька фотосесій, де моделі позували в майстернях та галереях, на тлі картин або задників, оформлених у стилі творів нідерландського майстра. У 1945 році американський модельєр Стелла Брауні з компанії Foxbrownie вивчала роботи Мондріана, з метою використання їх елементів у своїй колекції одягу. Хоча вона дійсно використала деякі стилістичні елементи неопластицизму засновника, отриманий результат не можна повністю вважати відображенням його художніх стремлінь. Зокрема, Брауні використовувала декор, який не був типовим для Мондріана, такі як нетипові поєднання кольорів і навіть геометричні форми. Наприклад, на одній з її моделей були видні лінії, орієнтовані по діагоналі, що практично не використовував Мондріан, а геометричні форми контрастували з фіолетовим фоном, що також не було характерним для лаконічної палітри художника. 

### Створення

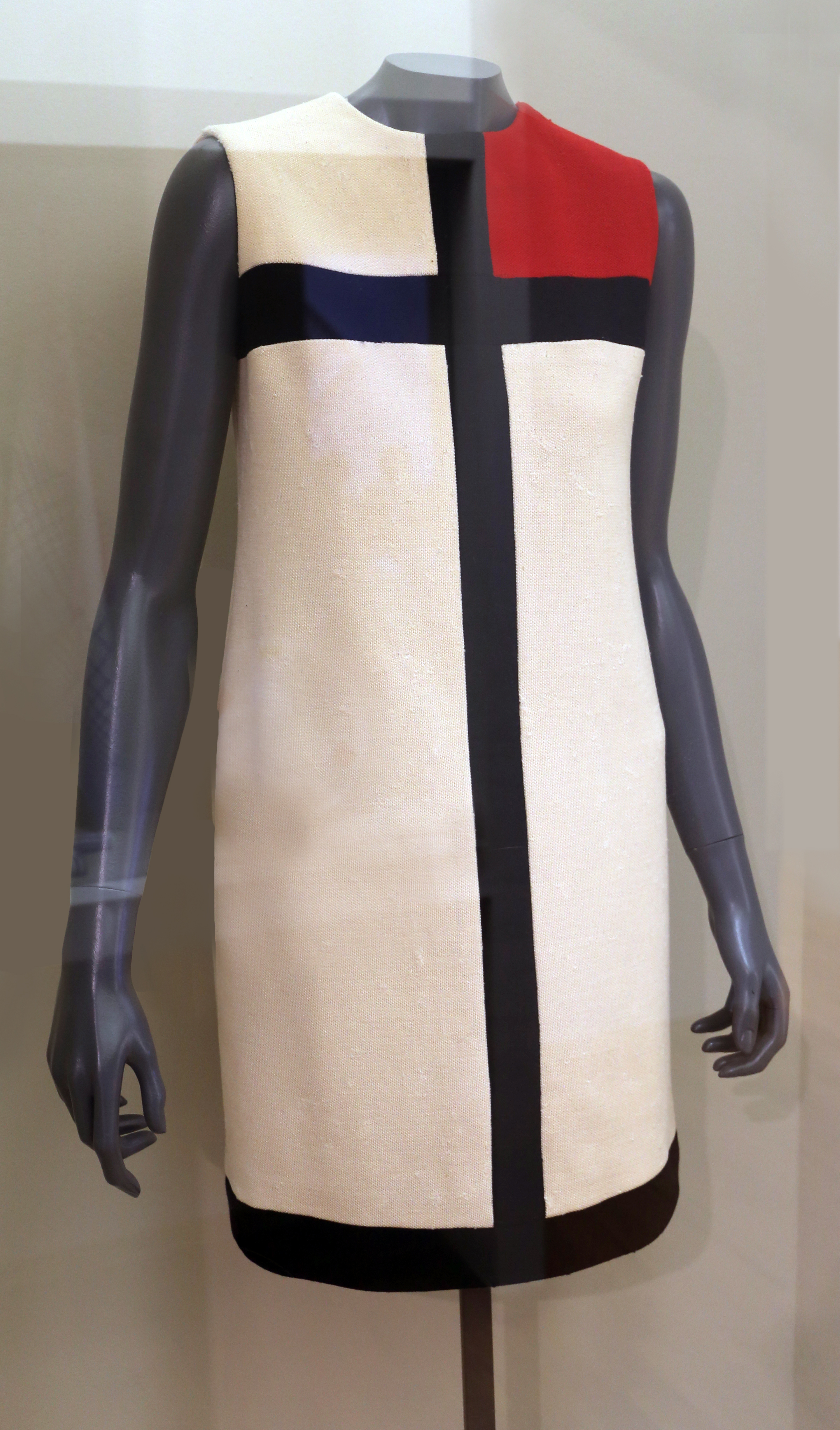
Сукня «Мондріан» у Муніципальному музеї Гааги

У 1965 році Сен-Лоран і заснована ним з П'єром Берже компанія перебували у досить складному становищі. Після того як у 1961 році він залишив посаду художнього керівника модного будинку Christian Dior і заснував власний, він випустив кілька колекцій, які не мали успіху: його моделі, показані в колекції весна-літо 1965, були визнані надто консервативними, що контрастували з прийомом, наданим футуристичній моді, запропонованій іншими кутюр'є ( П'єр Карден, Андре Курреж ). Під впливом успіху «космічної моди» Куррежа Сен-Лоран дійшов висновку, що йому необхідно провести низку радикальних змін, щоб відповідати сучасним запитам своїх клієнток. У липні 1965 року він практично закінчив велику частину своєї колекції осінь-зима, проте, за його визнанням, у цей час у нього не було по-справжньому сучасних ідей, співзвучних епосі. В інтерв'ю France Dimanche модельєр говорив з цього приводу таке: «Нічого по-справжньому живого, нічого сучасного не спадало мені на думку, за винятком вечірньої сукні, яку я розшив паєтками на кшталт картини [Сержа] Полякова. Так було доти, доки я не відкрив альбом Мондріана, який матінка подарувала мені на Різдво, і тут я спіймав свою ключову ідею»  . Свій вибір модельєр пояснював тим, що його передусім надихнула «архітектурна складова одного із засновників гурту De Stijl, а не декоративний елемент». Крім того, за його визнанням, у Мондріана він навчився «лаконічності та балансу»  . Запам'ятовується геометричний візерунок сукні формувався з окремих шматків кольорової трикотажної тканини, скроєних між собою таким чином, щоб сховати вигини тіла, спростити їх виразність і об'єми, що стилістично властиво живопису неопластицизму   . 

### Прийом та критика
Вперше сукні з'явилися у вересні 1965 року на обкладинці французького журналу Vogue, після чого вони стали неабияк популярними  . Успіх цієї колекції був дуже значний, про неї багато писали і її наслідували інші виробники. Оглядач Le Journal de Paris писав у 1965 році, що ця колекція унікальна, наголосивши на її новаторстві таким чином: «Досягнення Сен-Лорана в тому, що він створив зовсім новий силует, використовуючи старі принципи»  . У журналі Paris Match писали, що жіночі постаті в цих сукнях та жорсткі лінії картин художника-абстракціоніста дуже поєднуються. У вересні 1965 року в журналі Harper's Bazaar охарактеризували колекцію як «абстракцію, що зароджується, одяг майбутнього, чітко визначений білим джерсі, ідеально пропорційний для підкреслення силуету»  .
Критика та публіка одразу ж вловили у сукнях «під Мондріана» Сен-Лорана вплив образів художника на модну колекцію. Американський оглядач Рабай Грем зазначила, що модельєр зумів домогтися більшої «автентичності Мондріана», ніж будь-хто інший, тому що в його сукнях «ретельно дотримано саме тих пропорцій і збережено саме ті кольори, які типові для живопису Мондріана»  . Американський мистецтвознавець Ненсі Трой зазначає, що означена в каталозі показу сукня «Номер 81» має безпосередню подібність до робіт Мондріана 1920-х років, на що вказувалося відразу ж після презентації вбрання. Як підтвердження взаємини моди та мистецтва, Сен-Лорана та Мондріана, критика незмінно використовує ілюстрації, на яких ця модель сукні демонструється разом із картиною-прототипом. За спостереженням Трой, в результаті такого взаємопроникнення вийшло те, що мистецтвознавці характеризують як серію шедеврів високої моди, а «Номер 81» вона називає «видатним твором»  . 
Дозволити собі такі "немислимо дорогі твори високої моди", як сукні "Мондріан", ціни на які в середині 1960-х років досягали 1800 доларів, могли тільки заможні клієнтки  . З урахуванням успіху цієї лінії суконь від Yves Saint Laurent з'явилося безліч значно дешевших копій інших виробників. 

## У культурі
За спостереженням Ненсі Трой, сукні Сен-Лорана з цієї колекції «майже моментально перетворилися на зразки для величезної кількості копій та підробок усіх цінових категорій; таким чином, відразу з'явився новий, неймовірного розмаху тренд, доступний усім верствам споживчої аудиторії», внаслідок чого на ринку виникла ціла «ніша, яку повністю зайняла продукція під маркою „Мондріан“»  . Вважається, що саме завдяки серії суконь «Мондріан» творчість лідера неопластицизму змогла остаточно утвердитися у світі високої моди, дизайну та збирачів живопису: «одночасно зі зростанням популярності стилю „Мондріан“ серед величезної кількості середньостатистичних споживачів картини цього художника перетворювалися на об'єкт бажання багатих колекціонів мистецтва»  . 

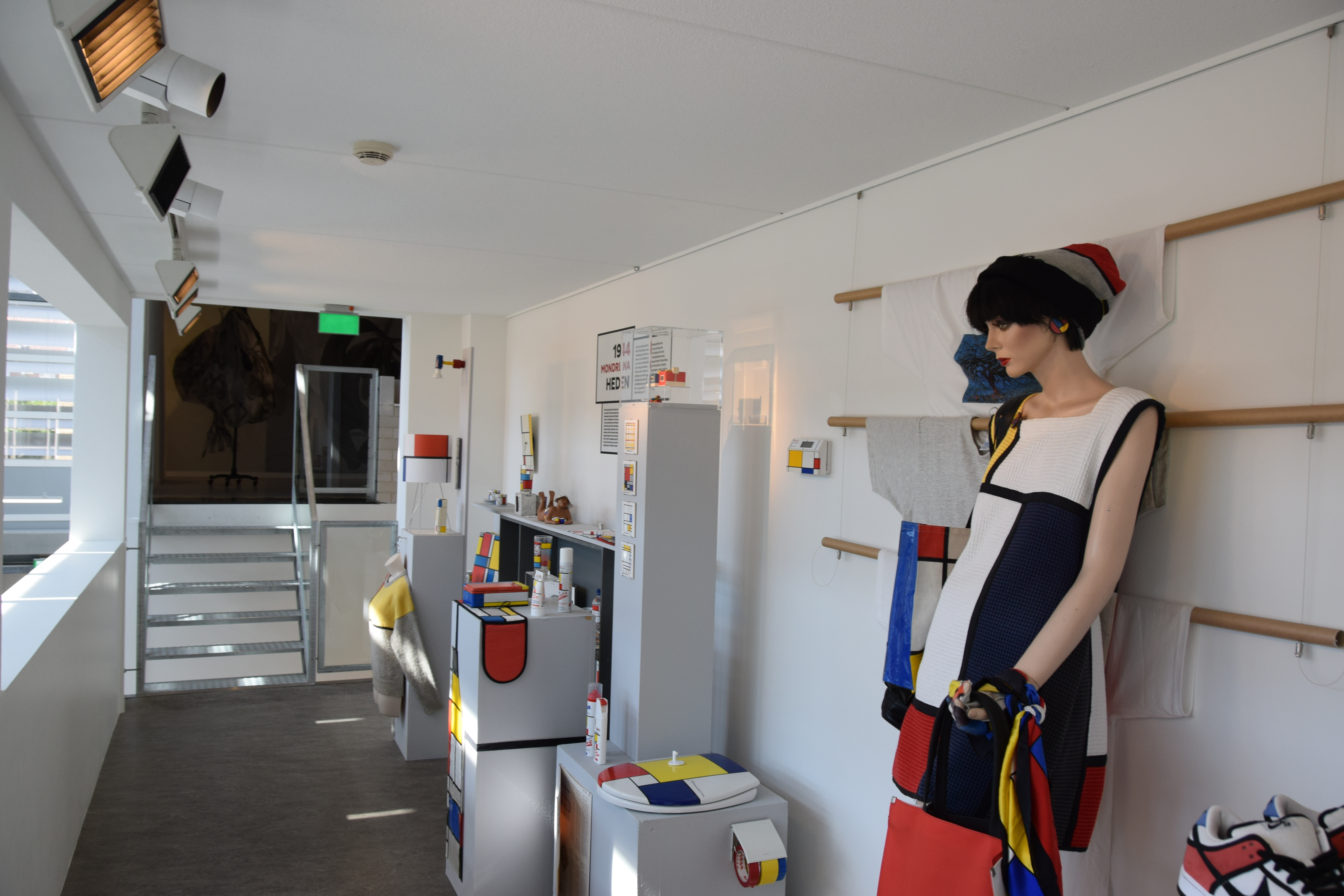
Сукня «Мондріан» в музеї художника (Музей конструктивістського та абстрактного мистецтва) в Амерсфорті

Оригінальні сукні з цієї колекції наявні у зборах великих музеїв по всьому світу, включаючи Рейксмюсеум в Амстердамі, Музей Вікторії та Альберта в Лондоні, Метрополітен-музей у Нью-Йорку, Музей Іва Сен-Лорана в Парижі . За спостереженням Ненсі Трой, колекція Сен-Лорана 1965 повинна вважатися початком точки відліку, коли він почав «творити моду, покладаючись на мистецтво». 
У 2018 році американська компанія Mattel, що виробляє ляльку Barbie, та музей Іва Сен-Лорана створили спільну міні-колекцію ляльок, які були одягнені в копії знаменитих нарядів, створених французьким модельєром.